# Љубичице (музичка група)
Љубичице су српска музичка група из Панчева. Мада себе често описују као рокенрол бенд, главна карактеристика њиховог стила је спајање различитих жанрова музике, crossover, а слушаоци их сврставају и у широку област инди попа. Сви чланови Љубичица су класично образовани музичари. Срж бенда чине браћа Петар и Вук Стевановић, око којих орбитирају музичари разних профила.

## Историја
На такмичењу демо бендова Твој звук, одржаном крајем 2011. у Божидарцу, први пут су се појавили на сцени као извођачи ауторске музике и освојили су прву награду жирија. У јулу 2012. такмичили су се и на бањалучком Демофесту, на коме су стигли до финала. Читаоци веб-магазина Попбокс изгласали су их за најбољи нови бенд у 2012. години. Деби албум Ljubičice&Co. објавили су 2014. године. Уследила је сарадња са Јесењим оркестром на албуму Године у ветру, а потом и Ecičibulj Brass Album, који је приказао авангардну страну Љубичица.
У фебруару 2017. објавили су сингл Бомбонице, плод сарадње са Сајси Ем-Си, који је стигао до првог места на регионалној топ-листи MTV-ја. У пролеће исте године, на Дан младости, представили су EP Рад на земљи, на коме им је гостовао гудачки квартет Евенос. Издање је у физичком формату било доступно на касети, а његов излазак пратио је сингл Велико хвала (и здраво), за који је урађен и анимирани спот.
Као музичари и продуценти, сарађивали су и са другим уметницима и бендовима, међу којима су: Буч Кесиди, Јарболи, Миша Перуничић, Бил Драмонд, Астор Лајка, Барка Дило, Надја, Сви на под!, The Cyclist Conspiracy, Сан дебелих жена, Илија Лудвиг...
Аутори су музике за ТВ серију Жигосани у рекету, комплетне музике за дечју ТВ серију Муке једног Лава, у продукцији Редакције школског програма РТС-а, музике за дугометражни филм Други део и неколико кратких филмова.

## Дискографија

### Студијски албуми
- (2014)
- (2015)
- Године у ветру (са Јесењим оркестром) (2016)
- Док чекамо пад (2023)

### издања
- (2014)
- Рад на земљи (2017)
- Жигосани у рекету (2019)

## Награде и номинације
- Награда Милан Младеновић

| Година | Номиновано дело | Исход      |
| ------ | --------------- | ---------- |
| 2022.  | Опет            | Номинација |
| 2023.  | Док чекамо пад  | Освојено   |

- Награде Рунда

| Година | Категорија    | Номиновано дело | Исход    |
| ------ | ------------- | --------------- | -------- |
| 2023.  | Најбољи албум | Док чекамо пад  | Освојено |

| Година | Категорија         | Номиновано дело       | Исход      |
| ------ | ------------------ | --------------------- | ---------- |
| 2024.  | Електро денс видео | Можда је време        | Номинација |
| 2024.  | Инди видео         | Да ли роботи се плаше | Номинација |